# 嘉納秀郎
嘉納 秀郎（かのう ひでお、1934年8月14日 - 2010年5月4日）は、日本の経営者。白鶴酒造社長、会長を務めた。

## 来歴・人物
東京都出身。1959年に慶應義塾大学経済学部を卒業し、同年に三菱商事に入社した。1972年6月に白鶴酒造に転じ、取締役、常務を経て、1983年6月に社長に就任し、2001年6月には会長に就任した。
2010年5月4日、肺気腫のために死去。75歳没。